# Milice Víry Ježíše Krista

Symbol Milice

Milice Víry Ježíše Krista nebo Řád svaté víry Ježíše Krista (latinsky Militia Jesu Christi) byl rytířský řád založený v Languedoku r. 1221 sv. Dominikem, Simonem z Montfortu a Folquetem de Marselha, biskupem z Toulouse. Podobného názvu užíval i Řád Svatého Spasitele z Monrealu, zvaný též Milicia de Cristo a Milice Ježíše Krista (italsky Milizia di Gesù Cristo), založený roku 1233 v Lombardii.
V roce 1221 papež Honorius III. povolil vznik řádu po vzoru templářů, přičemž dozor nad vznikem řádu svěřil svému legátu Konrádovi z Urachu. Řád byl speciálně určen k podpoře Amauryho z Montfortu, jeho dědiců a jeho majetku a k boji proti Albigenským. Původně měl být spíše kajícníckým bratrstvem, ale okolnosti vrcholící křížové výpravy proti katarům jej proměnily v rytířský řád, který bojoval proti heretikům.
Prvním velmistrem byl Pierre Savary, který se označoval jako "pokorný a chudý mistr milice řádu víry Ježíše Krista". Navzdory papežskému schválení se jeví, že legát Konrád z Urachu hodlal řád rozpustit, protože nařídil, aby všechny dary dané řádu byly vráceny dárcům.
Tvrdilo se, že dopis papeže Řehoře IX. z r. 1231, nařizující spojení Milice s Řádem svatojakubských rytířů, se týkal tohoto řádu, nicméně Alan Forey prokázal, že se dopis týkal Řádu víry a míru. Taktéž nebylo prokázáno spojení s lombardským řádem Milice Ježíše Krista. Rovněž zde není žádné přímé spojení s moderní organizací Militia Jesu Christi.
Milice byla pod silným vlivem dominikánského řádu, jak o tom svědčí bulla Řehoře IX. z r. 1235, která řád svěřila do péče Jordana Saského, druhého generála dominikánů. Tentýž rok papež nařídil milici nošení černobílého hábitu, inspirovaného dominikánským.
Dle Raymonda z Capuy byla Milice sloučena s dominikánským Řádem pokání (Ordo de Poenitentia Sancti Dominici) a vznikl tak "třetí" řád dominikánů; k tomuto sloučení mělo dojít v průběhu 14. století.